# Josef Novák (1893)

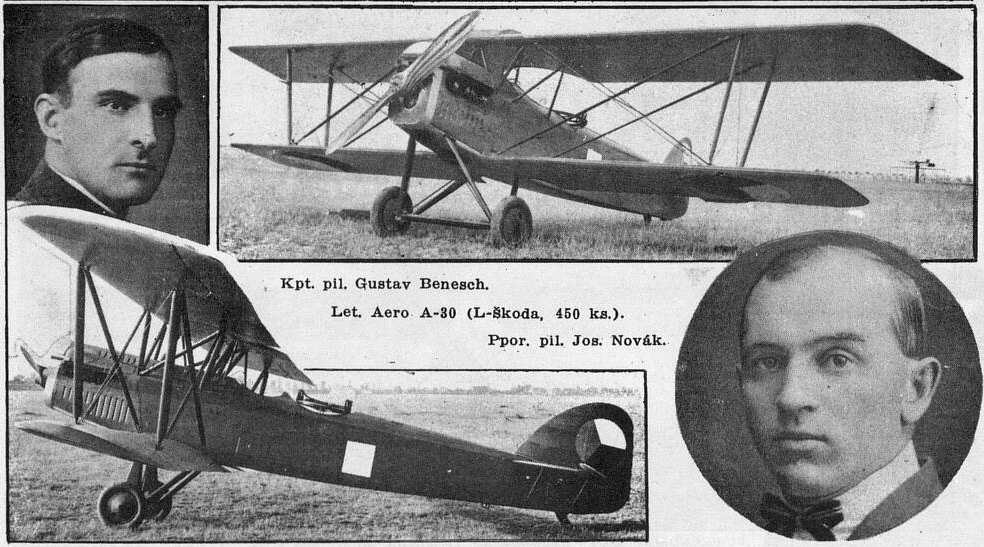
Aero A-30 posádky J. Novák - G. Benesch (1928)

Josef Novák (8. července 1893 Dobřichov – 3. ledna 1934 Praha) byl stíhací pilot rakousko-uherských Luftfahrtruppen, který se zúčastnil první světové války. Josef Novák za světové války dosáhl celkem tří potvrzených sestřelů. Po válce vstoupil do Československého letectva, krátce pracoval v prvním českém leteckém podniku Ikarus a následně se stal známým továrním šéfpilotem továrny Aero. V této roli podnikl více než 3600 letů, zalétal 30 nových typů letadel, zvítězil v řadě leteckých závodů a dosáhl devíti leteckých rekordů. Aktivně se podílel též na organizačních a spolkových aktivitách souvisejících s letectvím. Josef Novák zemřel roku 1934 na následky těžkých zranění utržených při letecké nehodě v roce 1930.

## Život

### Dětství, vzdělání a raná kariéra
Josef Novák se narodil 8. července 1893 v Dobřichově. V letech 1907–1910 se vyučil „pomocníkem strojnictví“.

### První světová válka

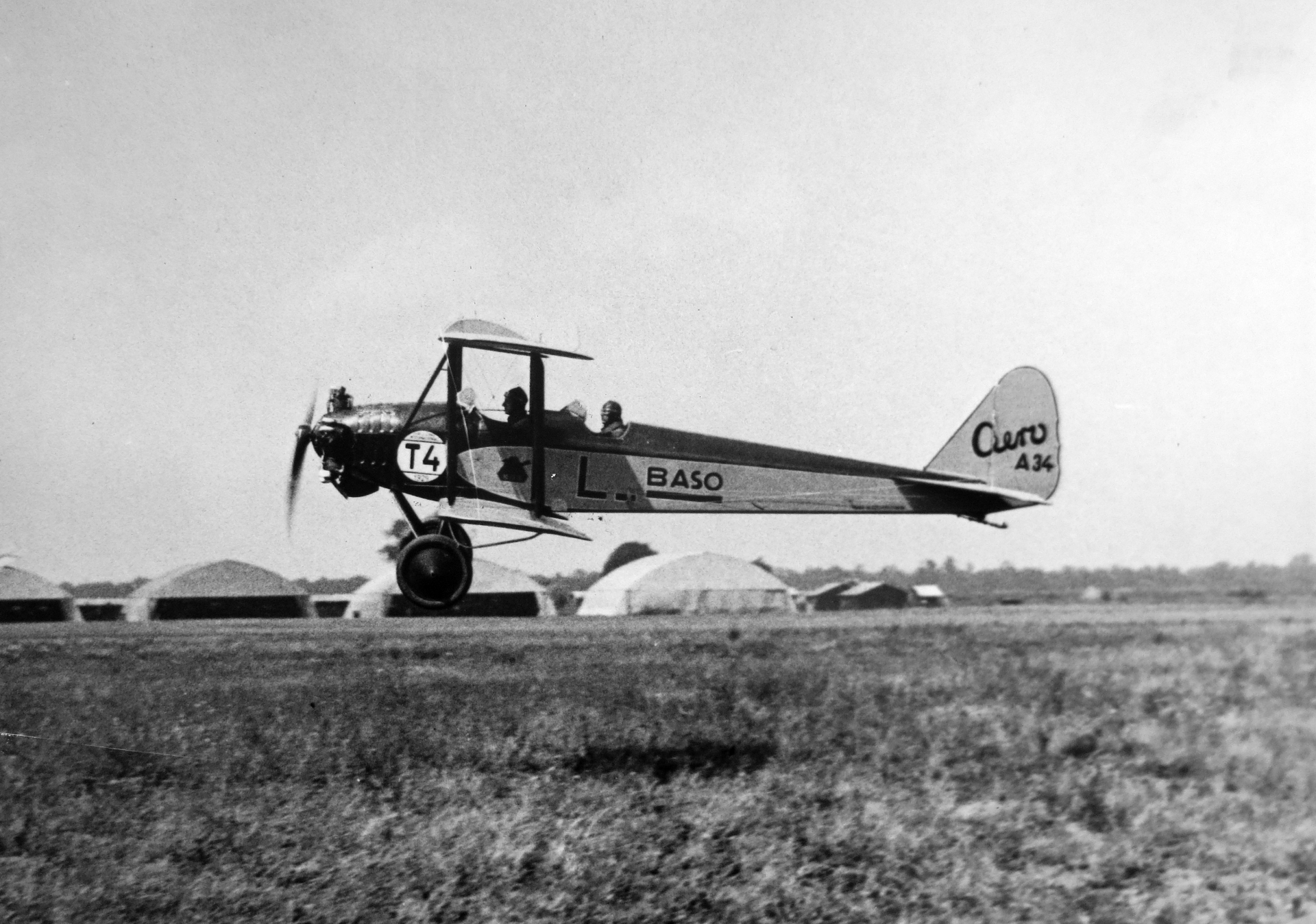
Josef Novák pilotuje letoun Aero A-34 (1929)

Po vypuknutí první světové války v roce 1914 byl Josef Novák přidělen k 36. pěšímu pluku (Infanterieregiment 36) rakousko-uherské armády. Na přelomu let 1914–1915 se stal členem pozemního personálu jednotky Flik 3 (Fliegerkompagnie 3, 3. letecká setnina). V roce 1915 zahájil svůj pilotní výcvik - v červenci 1915 byl pilotním žákem u jednotky Flek 8 (Fliegerersatzkompagnie 8, 8. náhradní letecké setnina) v Szombathely. Dne 10. dudna 1916 získal rakouský pilotní diplom FAI číslo 350. Dne 23. června 1916 byl povýšen na desátníka a přidělen na ruskou frontu k jednotce Flik 29. V srpnu 1916 pak splnil podmínky pro udělení diplomu a odznaku polního pilota. Dne 22. března 1917 se Josef Novák pro nemoc přesunul do Vídně ke cvičné jednotce Flek 8, kde působil jako instruktor létání.
V červnu 1917 Josef Novák na vlastní žádost opustil Flek 8 a od 15. června 1917 byl začleněn do stavu Flik 41J. V období od července 1917 do července 1918 u této jednotky podnikl celkem 110 bojových letů, během kterých absolvoval 43 vzdušných bojů, ve kterých dosáhl tří ověřených a jednoho neověřeného sestřelu. Za pozornost stojí také to, že během své služby u Flik 41J Josef Novák často létal jako číslo velitele setniny a nejúspěšnějšího rakousko-uherského stíhače Godwina Brumowského.
Není známo, kdy a kde Josef Novák dosáhl svého prvního potvrzeného sestřelu. Svého druhého sestřelu Novák dosáhl ve spolupráci se dvěma dalšími letouny dne 17. července 1917 na stíhacím letounu Hansa-Brandenburg D.I (28.33). Jeho obětí se stal italský průzkumný letoun, který se v plamenech zřítil mezi horami Monte Sabotino a Monte Santo. Pravděpodobně se jednalo o italský letoun Farman od jednotky 45. Squadriaglia di ricognizione.
Dne 18. srpna 1917 Josef Novák (Hansa-Brandenburg D.I, 28.40) a Godwin Brumowski (28.69) přinutili k nouzovému přistání za italskými liniemi letoun Caudron italského letectva. Oběma stíhači nárokovaný sestřel proto zůstal neověřený.
Svého třetího a posledního sestřelu Josef Novák (Hansa-Brandenburg D.I, 28.40) dosáhl 19. srpna 1917. Tehdy společně s Godwinem Brumowskim (Albatros D.III, 153.06) sestřelili dvoumístný italský letoun Caudron, který se v plamenech zřítil v oblasti Karbinje-Ivangrad.

### Poválečné osudy
V říjnu 1918 Josef Novák nastoupil službu u nově vzniklého československého letectva. Na konci listopadu 1918 se podílel na vzniku 1. polní letecké setniny v Mařaticích u Uherského Hradiště. S touto jednotkou se zapojil do války s Maďarskem. Setnina tehdy podnikala průzkumné lety nad jižním Slovenskem s letouny Brandenburg C.I. V lednu 1919 se setnina účastnila sedmidenní války s Polskem. Během služby u 1. polní letecké setniny Josef Novák pilotoval také první jednomístný letoun československého letectva Aviatik D.I (138.14).
V únoru 1919 byl Josef Novák jmenován československým polním pilotem. V dubnu 1919 byl s dalšími československými letci vyslán do francouzského Pau k přeškolení na francouzskou leteckou techniku (v jeho případě stíhací letouny SPAD). Po návratu ze školení sloužil jako pilotní instruktor v letecké škole v Praze-Kbelích. V roce 1920 odešel do zálohy a poté krátce působil u prvního českého leteckého podniku Ikarus.
V říjnu 1920 se Josef Novák stal továrním šéfpilotem společnosti Aero. V této roli v letech 1920 až 1933 provedl celkem 3635 letů, zalétal většinu nových letadel továrny, kterých bylo celkem 30, přičemž zalétal i jeden sportovní prototyp továrny Avia.
Josef Novák provedl řadu dálkových letů do zahraničí a úspěšně se účastnil národních i mezinárodních leteckých závodů. V září 1921 se účastnil I. národního leteckého mítinku ve Kbelích. Josef Novák s prototypem stíhačky Aero Ae-02 zvítězil v akrobatické soutěži a na druhém místě se umístil v rychlostním závodu na 1 km a v rychlostním závodu na trati Praha-Pardubice a zpět. Druhého a třetí místa navíc Novák dosáhl s letounem Letov Š-1 v soutěži v dostupu a v okružním letu na trase Praha-Olomouc-Nitra-Vajnory.
Jiným úspěchem Josefa Nováka bylo vítězství v hlavním závodě jednomístných strojů v I. a II. ročníku rychlostního závodu o cenu prezidenta republiky v letech 1923 a 1924. První závod vyhrál se závodním speciálem Aero A-18B, přičemž trať proletěl průměrnou rychlostí 230 km/h. O rok později zvítězil s letounem Aero A-18C s průměrnou rychlostí 263,427 km/h.
Josef Novák jako šéfpilot Aera dosáhl devíti leteckých rekordů. Například výškový rekord na letounu Aero A-18 v roce 1924, výškový rekord na vodním letadle Aero A-29 v roce 1926, nebo rekord v počtu loopingů udělaných během jedné hodiny s jedním pasažérem na palubě.
V roce 1927 ministr národní obrany Udržal mimořádně povýšil Josefa Nováka na podporučíka v záloze a jako jednomu z prvních polních pilotů mu udělil Zlatý odznak. V roce 1928 se s průzkumným letounem Aero A-30 zúčastnil mezinárodní soutěže Let kolem Malé dohody a Polska. Pilot ppor. Josef Novák s kpt. Gustavem Beneschem však tuto soutěž nedokončili pro poruchu motoru Škoda L a následné nouzové přistání u Mikulova, přestože v soutěži v tom okamžiku vedli.
Josef Novák se též aktivně podílel na organizačních a spolkových aktivitách souvisejících s letectvím. Byl čestným členem čs. svazu pilotů, který mu udělil čestný odznak. Od Aeroklubu ČSR obdržel čestnou vlajku.

### Úmrtí
Dne 5. dubna 1930 Josef Novák utrpěl těžká zranění při havárii školního letounu Aero A-34. Příčinou havárie byla závada na řízení. Josef Novák měl kromě několika zlomenin i protržené plíce. Přestože se po nehodě částečně zotavil a do roku 1933 aktivně létal, utržená zranění způsobila jeho smrt v roce 1934 v pražské nemocnici na Bulovce.

### Obchod se sestřely
Společný osobní mechanik Godwina Brumowskiho a Josefa Nováka, František Šimek tvrdil o Novákovi a Brumowskim, že Novák, jenž létal často jako jeho číslo 2, mu své sestřely prodával. Ctižádostivé eso mu za každý sestřel platilo 500 korun a Novák dostával ještě 500 lir jako bonus od velení armády, celkem údajně měl Novák prodat 19 sestřelů.

## Letecké výkony Josefa Nováka
- 1921: S letounem Aero Ae-02 stříbrný pohár Čs. aviatického klubu za nejlepší úhrnný výkon na I. národním leteckém mítinku v Praze, stříbrný věnec dr. Rumplesa s I. cenou v soutěži obratnosti, II. cena v rychlostním závodě na 1 km, II. cena v rychlostním závodě Praha - Pardubice - Praha. S letounem Aero Ae-04 zahraniční let Praha-Norimberk-Curych a účast na mezinárodním závodě v Curychu
- 1922: S letounem Aero A-10 čs. národní výškový rekord s užitečným zatížením 500 kg
- 1923: S letounem Aero A-18b 1. místo v rychlostním závodě kategorie A (Cena presidenta republiky, pilotní odznak Čs. Aeroklubu, zlaté hodinky Svazu pilotů, plakety předsedy Aeroklubu a předsedy Svazu pilotů, stříbrný pohár časopisu Letectví), čs. národní výškový rekord
- 1924: S letouny Aero A-18 a A-18c čs. národní výškový rekord (2x), 1. místo v hlavní kategorii o Cenu presidenta republiky, čs. národní rychlostní rekord na 200 km
- 1925: S letounem Aero A-18 čs. národní výškový rekord
- 1926: Se letounem Aero A-19 čs. národní výškový rekord se zatížením 250 kg. S letounem Aero A-11 zahraniční let Praha-Budapešť-Atény-Bělehrad-Budapešť-Praha. S letounem Aero A-29 čs. národní výškový rekord 4675 m v kategorii hydroplánů
- 1927: S letounem Aero A-11HS se spolucestujícím technickým ředitelem ing. A. Husníkem 225 lopinků za 44 minut a 52,7 vteřin. S letounem Aero A-30 účast na závodě Kolem Malé dohody a Polska, čs. národní rekord rychlostní na 500 km, se zatížením 500 kg (v trvání letu, rekord na vzdálenost v uzavřeném okruhu, rychlostní rekordy na 100 a 500 km), se zatížením 1000 kg (rekord na vzdálenost v uzavřeném okruhu, rychlostní rekord na 100 km a na 500 km)
- 1928: S letounem Aero A-30 účast na závodě Kolem Malé dohody a Polska. S letounem Aero A-32 zahraniční let do Sofie přes Bratislavu, Budapešť, Bělehrad a zpět se spolucestujícím technickým ředitelem A. Husníkem
- 1929: S letounem Aero A-34 zahraniční let Praha-Norimberk-Štrasburk-Nancy-Paříž, účast na Challenge Internationale de Turisme, zahraniční lety do Finska a Polska na trase Praha-Poznaň-Riga-Helsinky-Riga-Varšava-Lublin-Krakov-Prostějov-Praha[11]

## Vyznamenání
- Stříbrná medaile Za statečnost I. třídy (červenec 1917, 1917, 1917) udělena 3x[3]
- Stříbrná medaile Za statečnost II. třídy (srpen 1916, leden 1918) udělena 2x[2][3]
- Karlův vojenský kříž (listopad 1917)[3]
- Pruská válečná záslužná medaile (leden 1917)[2]